# 9M730 부레베스트니크
9M730 부레베스트니크는 러시아의 핵추진 순항 미사일이다. 아음속에 사거리가 무제한이다. 나토명 SSC-X-9 스카이폴.

## 역사
2018년 3월 1일, 푸틴 대통령이 국정연설에서 부레베스트니크 미사일을 자랑했다. "2017년 말 러시아 중부 훈련장에서 발사 시험이 성공적으로 이뤄졌으며 비행 도중 핵 엔진은 필요한 추력과 성능을 증명했다"며 "미사일 발사 시험과 일련의 지상 시험으로 전혀 새로운 전략핵무기 개발로 이행할 수 있게 됐다"고 주장했다. 유리 보리소프 국방차관도 푸틴에 이어 "러시아가 처음으로 이 같은 무기 개발에 성공한 것으로 보인다"며 "미사일은 며칠을 비행하며 어떤 거리로도 탄두를 운반할 수 있다"고 자랑했다.
그러나, 미국 CNBC는 방송은 미국 정보기관 보고서 내용에 정통한 소식통을 인용해 "러시아가 지난 2000년대 초반부터 개발한 신형 순항미사일을 2017년 11월부터 2018년 2월까지 네 차례에 걸쳐 시험했으나 모두 실패로 끝났다"고 보도했다.
러시아 무기로는 드물게 대국민 이름 공모를 통해 부레베스트니크라고 정했다. 러시아 프로 축구팀 FC 시비리 노보시비르스크의 옛이름이 FC 부레베스트니크였다. 부레베스트니크 공항, 니즈니노브고로드 지하철의 부레베스트니크 지하철역 등 다양한 곳에 쓰이는 이름이다. 바다제비를 말하는 러시아어로, 막심 고리끼의 바다제비의 노래라는 작품으로 유명해졌다.

## 같이 보기
- NERVA
- 핵추진 항공기